# Aseik
Aseik (Asē'îx), jedan od tri “grada” Bella Coola Indijanaca divizije Talio na jugozapadnom kraju South Bentinck Arma, uvale kanala Dean u Britanskoj Kolumbiji, Kanada.,. Boas ga 1891. naziva A'sēQ.